# Беть, Елена Викторовна
Еле́на Ви́кторовна Беть (2 мая 1976, Мосты) — белорусская гребчиха-байдарочница, выступала за сборную Белоруссии в первой половине 2000-х годов. Серебряная призёрша чемпионата Европы, многократная чемпионка республиканских и молодёжных регат, участница двух летних Олимпийских игр. На соревнованиях представляла Гродненскую область, мастер спорта международного класса. Ныне — тренер по гребле.

## Биография
Елена Беть родилась 2 мая 1976 года в городе Мосты, Гродненская область. Активно заниматься греблей на байдарке начала в раннем детстве, проходила подготовку в местной специализированной детско-юношеской школе олимпийского резерва № 1 и в гродненском областном центре олимпийской подготовки по гребным видам спорта.
Благодаря череде удачных выступлений в 2000 году удостоилась права защищать честь страны на летних Олимпийских играх в Сиднее, где вместе с такими байдарочницами как Алеся Бакунова, Наталья Бондаренко и Светлана Вакула участвовала в зачёте четвёрок на дистанции 500 метров — сумела выйти в финальную стадию турнира, однако в решающем заезде финишировала лишь шестой. В двойке с Вакулой остановилась на стадии полуфиналов.
После сиднейской Олимпиады Беть осталась в основном составе белорусской национальной сборной и продолжила принимать участие в крупнейших международных регатах. Так, в 2001 году она побывала на чемпионате Европы в Милане, откуда привезла медаль серебряного достоинства, выигранную в километровой программе четвёрок. В 2004 году прошла квалификацию на Олимпийские игры в Афины, в двойке со своей напарницей Анной Пучковой смогла пробиться финал, где, тем не менее, заняла последнее девятое место. Позже в связи с рождением ребёнка покинула сборную, а затем и вовсе завершила карьеру профессиональной спортсменки.
Имеет высшее образование, в 2003 году окончила Гродненский государственный университет имени Янки Купалы, где обучалась на факультете физической культуры. За выдающиеся спортивные достижения удостоена звания мастера спорта международного класса. В настоящее время работает инструктором-методистом и тренером в гродненском областном центре олимпийской подготовки.